# Callulina shengena
Espèce
Statut de conservation UICN

 CR B1ab(iii) : 
En danger critique
Callulina shengena est une espèce d'amphibiens de la famille des Brevicipitidae.

## Répartition
Cette espèce est endémique de Tanzanie. Elle se rencontre de 1920 à 2 100 m d'altitude dans les monts Pare méridionaux.

## Étymologie
Son nom d'espèce lui a été donné en référence au lieu de sa découverte, le mont Shengena.

## Publication originale
- Loader, Gower, Ngalason & Menegon, 2010 : Three new species of Callulina (Amphibia: Anura: Brevicipitidae) highlight local endemism and conservation plight of Africa's Eastern Arc forests. Zoological Journal of the Linnean Society, vol. 160, no 3, p. 496-514.